# Maurits Snellen

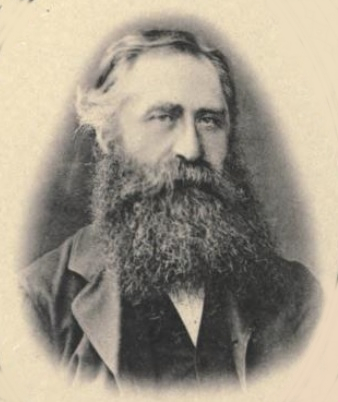
Maurits Snellen

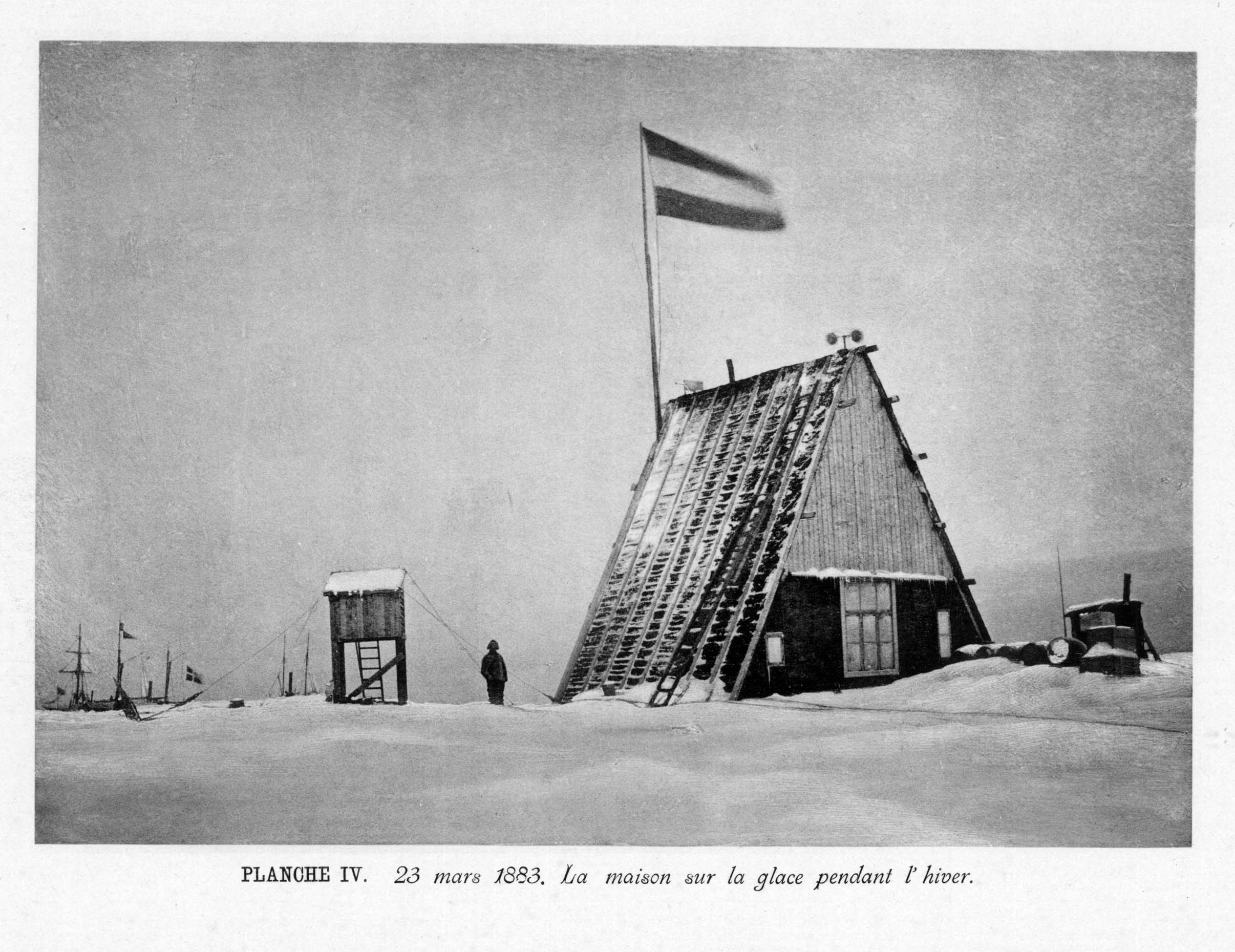
Erstes Internationales Polarjahr 1882/1883: die niederländische Station auf der vereisten Karasee

Maurits Snellen (* 1. April 1840 in Zeist, Provinz Utrecht, Niederlande; † 20. Oktober 1907 in Apeldoorn, Provinz Gelderland, Niederlande) war ein niederländischer Meteorologe.
Er wurde 1840 als Sohn des Gutsbesitzers George Govert Snellen und dessen Frau Johanna Messchaert geboren. Snellen studierte an der Universität Leiden und wurde mit einer Arbeit über die optischen Eigenschaften von Metallen promoviert. 1864 wurde er Lehrer am Gymnasium in Groningen und 1867 an der Höheren Bürgerschule (Hogereburgerschool) in Delft. 1872 wurde Snellen Assistent bei Christoph Buys Ballot in Utrecht. Ab 1877 leitete er die Abteilung für Wetterbeobachtungen am Königlich-Niederländischen Meteorologischen Institut (KNMI), nachdem er für dieses zuvor erdmagnetische Messungen vorgenommen hatte.
1882/1883 leitete Snellen die niederländische Expedition zur Errichtung einer Forschungsstation im Rahmen des Ersten Internationalen Polarjahrs. Aufgrund schwieriger Eisverhältnisse in der Karasee konnte diese ihren vorgesehenen Stationsort Dikson an der Mündung des Jenissei in Sibirien nicht erreichen. Die Station wurde daraufhin auf dem Packeis errichtet und nahm die geplanten meteorologischen Beobachtungen vor. Auf erdmagnetische Messungen musste aber verzichtet werden. Das Expeditionsschiff Varna wurde 1883 aufgegeben. Die Teilnehmer an der Expedition konnten sich im August 1883 nach 24-tägigem Fußmarsch über das Eis auf die Insel Waigatsch retten, wo sie von mehreren Schiffen entdeckt wurden.
Nach dem Tod Buys-Ballots wurde Maurits Snellen 1891 Direktor des KNMI. Unter seiner Leitung wurde das Institut 1897 von der Sternwarte Sonnenborgh in Utrecht an seinen heutigen Standort in De Bilt verlegt. 1902 trat er als Direktor zurück und übernahm die Leitung der neu geschaffenen Abteilung für Erdmagnetismus und Seismologie.

## Werke (Auswahl)
- Over de optiesche eigenschappen der metalen. Dissertation, Leiden 1865.
- De Nederlandsche Pool-Expeditie 1882–83. Bosch, Utrecht 1886 (archive.org).
- Beknopt geschiedkundig overzicht van de beoefening der meteorologie in het algemeen en van die in Nederland in het bijzonder. Boekhoven, Utrecht 1897.